# Liste des barrages et réservoirs à Chypre
Chypre possède un total de 108 barrages et réservoirs, avec une capacité totale de stockage d'eau d'environ 330 000 000 m3. Les barrages demeurent la principale source d'eau tant pour l'usage domestique qu'agricole. Les dessalements de l'eau se construisent progressivement afin de faire face aux récentes années de sécheresse prolongée.
|    | Nom                | District  | Type                   | Achevé | Capacité (m3)  | Coordonnées                  |
| -- | ------------------ | --------- | ---------------------- | ------ | -------------- | ---------------------------- |
| 1  | Koúri              | Limassol  | Terrestre              | 1988   | 115 000 000 m3 | 34° 43′ 40″ N, 32° 55′ 04″ E |
| 2  | Asprókremmos       | Paphos    | Terrestre              | 1982   | 52 375 000 m3  | 34° 43′ 33″ N, 32° 33′ 15″ E |
| 3  | Evrétou            | Paphos    | Remblai de roche       | 1986   | 24 000 000 m3  | 34° 58′ 33″ N, 32° 28′ 22″ E |
| 4  | Geçitköy           | Kyrenia   | Remblai de roche       | 2014   | 35 000 000 m3  | 35° 19′ 45″ N, 33° 04′ 15″ E |
| 5  | Kannaviou          | Paphos    | Terre/remblai de roche | 2005   | 18 000 000 m3  | 34° 55′ 40″ N, 32° 35′ 16″ E |
| 6  | Kalavasos          | Larnaca   | Remblai de roche       | 1985   | 17 100 000 m3  | 34° 48′ 14″ N, 33° 15′ 38″ E |
| 7  | Lefkara            | Larnaca   | Terre/remblai de roche | 1973   | 13 850 000 m3  | 34° 53′ 40″ N, 33° 17′ 44″ E |
| 8  | Dipotamos          | Larnaca   | Remblai de roche       | 1985   | 15 500 000 m3  | 34° 51′ 06″ N, 33° 21′ 33″ E |
| 9  | Germasoyeia        | Limassol  | Remblai                | 1968   | 13 500 000 m3  | 34° 44′ 38″ N, 33° 05′ 03″ E |
| 10 | Achna              | Famagusta | Remblai                | 1987   | 6 800 000 m3   | 35° 03′ 19″ N, 33° 48′ 52″ E |
| 11 | Kouklia            | Famagusta | Remblai                | 1900   | 4 545 000 m3   | 35° 07′ 15″ N, 33° 45′ 38″ E |
| 12 | Arminou            | Paphos    | Terre/remblai de roche | 1998   | 4 300 000 m3   | 34° 52′ 31″ N, 32° 44′ 14″ E |
| 13 | Polemidia          | Limassol  | Remblai                | 1965   | 3 400 000 m3   | 34° 43′ 07″ N, 32° 59′ 20″ E |
| 14 | Tamasos            | Nicosia   | Terre/remblai de roche | 2002   | 2 800 000 m3   | 35° 01′ 00″ N, 33° 14′ 52″ E |
| 15 | Mavrokolympos      | Paphos    | Remblai                | 1966   | 2 180 000 m3   | 34° 51′ 23″ N, 32° 24′ 21″ E |
| 16 | Argaka             | Paphos    | n/a                    | n/a    | 990 000 m3     | 35° 02′ 55″ N, 32° 30′ 08″ E |
| 17 | Pomos              | Paphos    | n/a                    | n/a    | 860 000 m3     | 35° 08′ 42″ N, 32° 34′ 34″ E |
| 18 | Agia Marina        | Paphos    | n/a                    | n/a    | 298 000 m3     | 35° 07′ 01″ N, 32° 32′ 28″ E |
| 19 | Vyzakia            | Nicosia   | n/a                    | n/a    | 1 690 000 m3   | 35° 03′ 41″ N, 33° 01′ 38″ E |
| 20 | Xyliatos           | Nicosia   | n/a                    | n/a    | 1 430 000 m3   | 35° 00′ 32″ N, 33° 02′ 14″ E |
| 21 | Kalopanagiotis     | Nicosia   | n/a                    | n/a    | 363 000 m3     | 35° 00′ 22″ N, 32° 49′ 31″ E |
| 22 | Pera Pedi          | Limassol  | Gravité                | n/a    | 55 000 m3      | 34°52'17.35"N 32°51'55.60"E  |
| 23 | Prodromos          | Nicosie   | *Réservoir             | n/a    | 122 000 m3     | 34°56'54.88"N 32°50'41.02"E  |
| 24 | Saittas/Trimiklini | Limassol  | Gravité                | n/a    | 340 000 m3     | 34°51'49.04"N 32°54'51.68"E  |
| 25 | Pomos              | Paphos    | Gravité                | n/a    | 859 000 m3     | 35° 8'31.49"N 32°34'35.55"E  |
| 26 | Ayia Marina        | Paphos    | Gravité                | n/a    | <750 000 m3    | 35°7'15" N 32°32'30" E       |
| 27 | Achera             | Nicosie   | Remblai                | n/a    | n/a            | 35° 4'5.65"N 33° 7'48.91"E   |
| 28 | Klirou/Malounta    | Nicosie   | Remblai                | n/a    | 82 000 m3      | 35° 1'54.36"N 33°10'21.72"E  |
| 29 | Tremithos-Kiti     | Larnaca   | Remblai                | n/a    | 360 000 m3     | 34°52'19.66"N 33°33'36.74"E  |
| 30 | Lympia             | Nicosie   | Gravité                | n/a    | 220 000 m3     | 34°58'30.64"N 33°25'8.66"E   |
| 31 | Anatoliko          | Paphos    | Remblai                | n/a    | c.a300 000 m3  | 34°45'17.32"N 32°29'24.23"E  |
| 32 | Moni               | Nicosie   | *Réservoir             | n/a    | c.a125 000 m3  | 35° 3'8.51"N 33° 5'26.60"E   |
| 33 | Evrychou           | Nicosie   | Gravité                | n/a    | c.a150 000 m3  | 35° 3'56.14"N 32°54'9.54"E   |
| 34 | Lythrodontas       | Nicosie   | Remblai                | n/a    | 32 000 m3      | 34°56'36.33"N 33°16'29.27"E  |